# Yasukazu Tanaka
Yasukazu Tanaka (jap. 田中 雍和 Tanaka Yasukazu; ur. 15 czerwca 1933) – japoński piłkarz, reprezentant kraju.

## Kariera reprezentacyjna
W reprezentacji Japonii zadebiutował 1955. W sumie w reprezentacji wystąpił w 4 spotkaniach.

## Statystyki
| Reprezentacja Japonii | Reprezentacja Japonii | Reprezentacja Japonii |
| Rok                   | Mecze                 | Gole                  |
| --------------------- | --------------------- | --------------------- |
| 1955                  | 4                     | 0                     |
| Razem                 | 4                     | 0                     |